# Władysław Bakałowicz
Władysław Bakałowicz (Chrzanów, 1833. május 28. – Párizs, 1904. november 15.) lengyel festő, aki elsősorban portrékat és a mindennapi, a magánélet és a közélet jeleneteivel kapcsolatos képeket készített.

## Élete
1846-tól 1852-ig a varsói Képzőművészeti Iskolába iratkozott be. Kezdetben portrékat festett, főleg a lengyel nemességről, majd a műfaji és történelmi jelenetek iránt érdeklődött. Néhány templomi ikont is készített.
1863-ban, a januári felkelés kitörése után a nagy emigráció részesévé vált, és Párizsba költözött, felvette a francia állampolgárságot. Legnépszerűbb munkái a miniatúrák voltak, amelyek nagyrészt 16. és 17. századi jelenetekből álltak; elsősorban II. Henrik francia király udvarából származók.
Később irodalmi művekből festett jeleneteket; például Alexandre Dumastól A három testőrből. 1865-től 1883-ig a Salonban állított ki, és Észak-Európában is bemutatkozott. Művei többsége a krakkói és a Varsói Nemzeti Múzeumban található.
Felesége a népszerű színpadi színésznő, Wiktoryna Bakałowiczowa volt. Fiuk, Stefan is ismert festő lett.

## Képgaléria

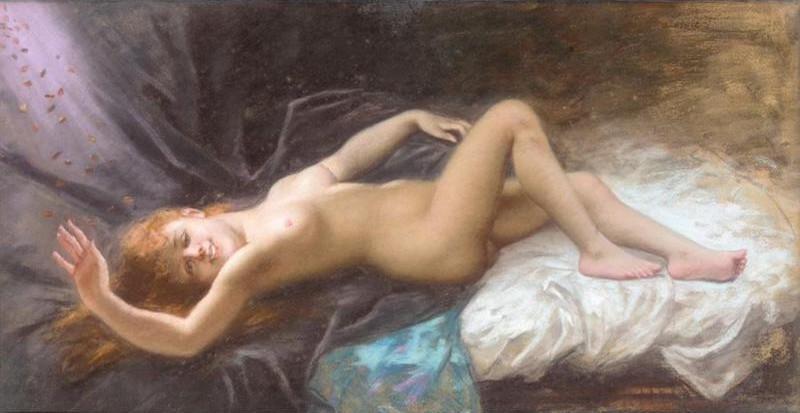
Fekvő akt
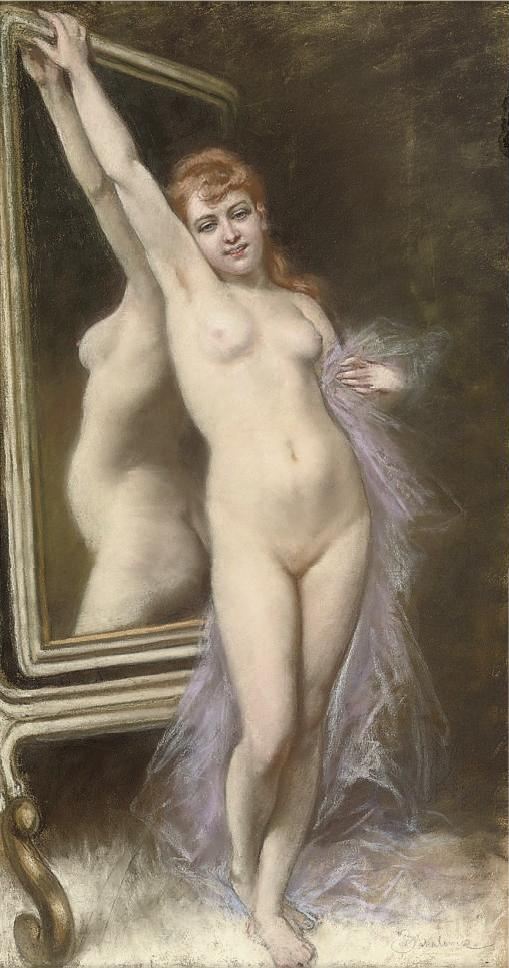
Akt a tükör előtt
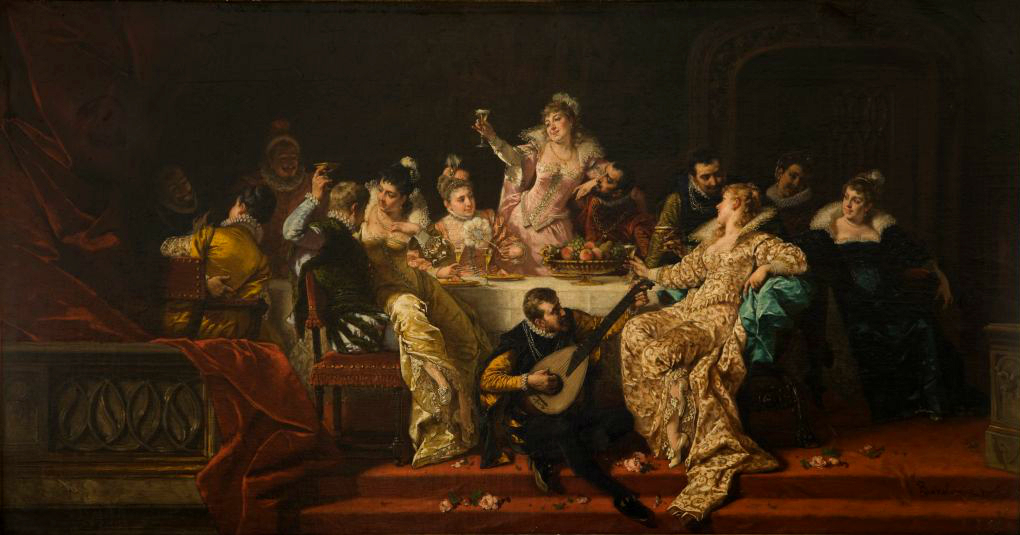
Reneszánsz bankett
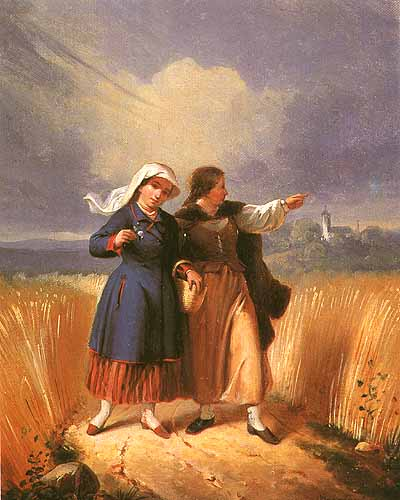
Gabonatáblák között
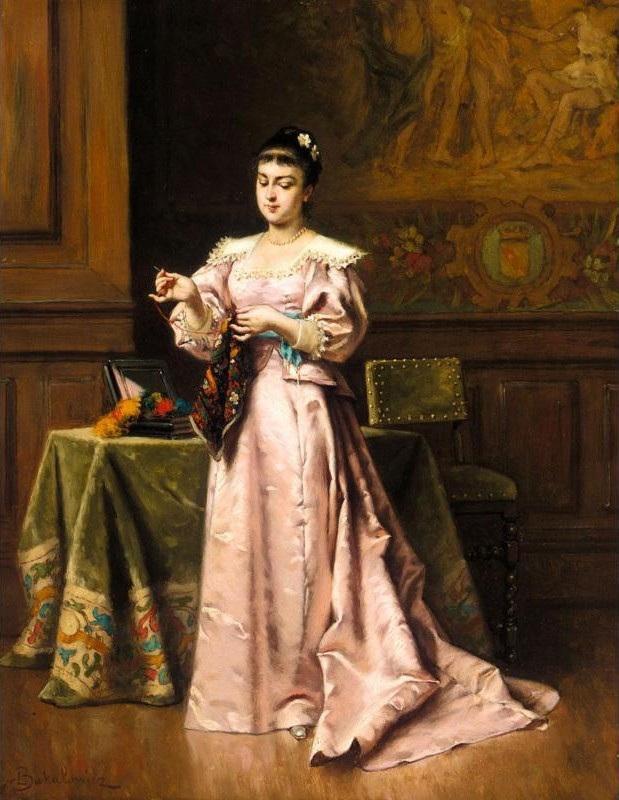
Hímzés
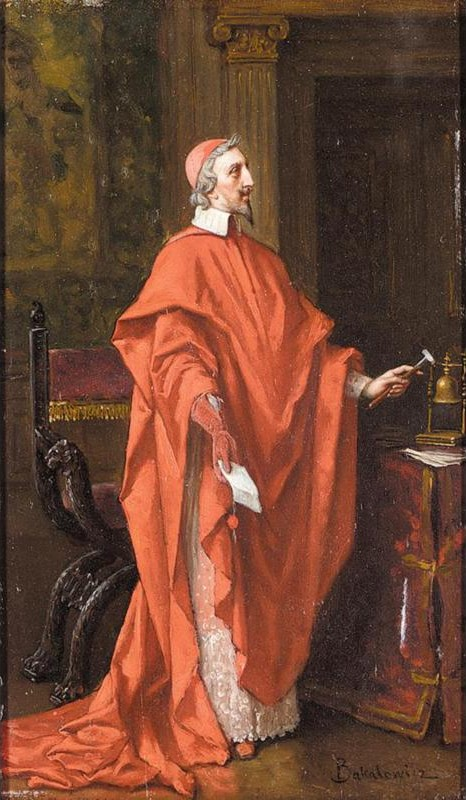
Richelieu bíboros

## Fordítás
- Ez a szócikk részben vagy egészben  a   Władysław Bakałowicz című angol Wikipédia-szócikk ezen változatának fordításán alapul.  Az eredeti cikk szerkesztőit annak laptörténete sorolja fel. Ez a jelzés csupán a megfogalmazás eredetét és a szerzői jogokat jelzi, nem szolgál a cikkben szereplő információk forrásmegjelöléseként.